# メタルK
『メタルK』（メタルケイ）は、巻来功士による日本の少年漫画。

## 概要
両親を殺され、自身も生きたまま火をつけて焼かれた少女・冥神慶子がサイボーグとして甦生し、復讐する姿を描く。
巻来が自身の過去を描いた書籍『連載終了!少年ジャンプ黄金期の舞台裏』によれば、担当編集者との打ち合わせで乗りに乗って通常の少年漫画の設定の逆を行ったのが本作であり、例えば主人公が女性である、復讐譚であるといった点が挙げられる。
掲載第2週から巻末掲載という、ジャンプ史上類を見ない事実上の最速打ち切り宣告をされた。予想外の人気が出て、最終的に連載延長の会議にかかるほどとなったが、結局10週で終了。巻来はさほど間をおかず、次作『ゴッドサイダー』を『週刊少年ジャンプ』で連載することになる。
後年、同人誌で続編『メタルK LEGEND』が発表され、2024年現在、vol9まで発行されている。

## 登場人物

### 主要人物
冥神 慶子（みょうじん けいこ） / メタルK
主人公。物語開始時点での年齢は30歳程度だが、身体はサイボーグであり、人形のように整った当時の容姿を維持している。ボディが完成するまでは眠らされていたため、精神年齢も20歳を越えてはいないとは伊郷瑠の弁。
サイボーグとなる前は大企業「冥神工業」の冥神社長の一人娘として冥神工業部長の兵頭勇と婚約し、幸福な生活を送っていたが、実は兵頭は冥神工業の乗っ取りを狙っていたため、18歳の頃に軽井沢の別荘にて彼に両親を殺された上に自身も生きながら焼かれた。その時に死んだと思われていたが、伊郷瑠によって機械の身体へ脳を移植され、サイボーグとなった。事件から15年後、自分を裏切り両親を殺した兵頭とその仲間達への復讐を誓い、実行に移していく。復讐を進めるうちに、兵頭たちを背後で操る組織（ユニオン）との戦いにも身を投じることとなる。
機械の身体は骨格のみで、その上をゴム状の外装で覆うことによって人間の姿になっている。精神が昂ぶると機械部分が異常発熱して外装が融け、骨格が露出する。この性質を逆に利用し、外装の成分に特製の濃硫酸を含ませて相手を溶かす武器にした。後に訓練によって発熱をある程度コントロールすることが可能になり、部分的に解かした外装を「硫酸鞭」（りゅうさんべん）として操るようになる。
伊郷瑠（イゴール）
15年前、冥神工業の生化学分室長だった男。陰気な小男だが、自身の能力を認めて別荘に個人用の研究室まで用意してくれた冥神社長を慕っていた。軽井沢の別荘での、冥神社長夫婦と慶子の殺人事件の唯一の目撃者で、重体の慶子を「メタルK」として復活させ、彼女の復讐に協力する。見た目に反して情の深い人物で、慶子は当然として社長夫妻が可愛がっていた愛犬のジェイソンや、物語中盤でメタルKにより助けられた青年・宇田川優もサイボーグとして蘇らせ、戦いに傷ついた彼女達のメンテナンスを行っている。また、生物学に精通していたことから、隠れ家には様々な実験生物を「防犯用」として飼っており、ウエポノイドの性質や弱点なども熟知している。
ジェイソン
冥神家の愛犬。15年前の事件で銃殺されたが、伊郷瑠の手によりサイボーグ犬として復活する。戦闘能力は高く、身体に多数の武器を内蔵している。
宇田川 優（うだかわ ゆう）
18歳の時に搭乗していた飛行機がエジプト上空で爆破され、生還後にパレスチナゲリラへ入ってゲリラ活動のエキスパートになる。3年後、父親を殺害した伊富神兵衛に復讐するため、日本へ帰る。慶子とは、伊富を暗殺する目的で彼の自宅へ侵入した際に出逢い、自分と同じだとシンパシーを感じた。のちに警官に変装して梅本と影沼を殺害するが、その直後に現れた「薔薇十字団（ローゼン・クロイツ）」の殺し屋である飛城の散弾剣（ショットナイフ）を受け、致命傷を負う。内臓をはじめとする各部位の損傷が激しく、出血多量により瀕死の状態であったが、慶子の希望で伊郷瑠により蘇生改造を施され、彼女と同じくサイボーグになる。慶子と違い、生身のままの部分はやや残っており、その後は慶子と共に、薔薇十字団の人間兵器（ウエポノイド）達へ戦いを挑む。
改造前は針を飛ばす仕掛けのついた左手の手甲を武器としていたが、蘇生改造後は20tの力を持つサイボーグの左腕を使って戦うようになる。

### 組織「薔薇十字団」
劇中の吹き出しなどでは「ローゼン・クロイツ」とルビが振られている。組織（ユニオン）と呼ばれる秘密結社。主に細菌兵器や生物兵器による軍需産業で暗躍している。裏社会をはじめ、一部の警察関係者や政治家に影響力を持つ。

#### 幹部他
神宮寺大佐
「薔薇十字団」の党首であり、創立者のひとり。かつて日本軍のワ=31部隊に所属していた軍人で、当時の盟友だったナチスの幹部と共に組織を築いた。生命を細菌兵器や生物兵器の材料・実験体としか見ていない狂人。
伊富 信兵衛
山達組などのヤクザを操る右翼団体の大物の老人。歌舞伎署の捜査一課課長だった宇田川総吉の死に関わっていたため、息子の優の復讐のターゲットになっていた。優は伊富を殺害するために屋敷に侵入するが、一足早く慶子によって伊富は殺され、二人は出逢った。
梅本 乾二
歌舞伎署長。組織の人名リストを入手した宇田川総吉および関係者を影沼とともに抹殺したために宇田川優の復讐のターゲットとなり、ガラスで頚動脈を切断されて死亡した。
影沼
歌舞伎署生活安全課長。現れた宇田川優に対して発砲しようとしたが、銃身に針を打ち込まれたことで銃が暴発して死亡した。
上条
最終話に登場した構成員。組織への忠誠心が高く、囮となって慶子たちをおびき寄せる。現れた慶子たちに配下が全て倒されると、組織への万歳を叫びながら自ら首を掻き切り、流れ出した血で生物兵器「饕餮」を呼び寄せ死亡した。

#### 現・冥神工業
兵頭 勇
15年前の冥神工業開発部長であり、慶子の婚約者だった。若くして部長に昇進した優秀な男だが、「薔薇十字団」傘下の産業スパイ。冷酷非情な性格で、慶子に対しても愛情は持っておらず、冥神工業を手に入れるために利用しただけである。冥神一家を惨殺した黒幕で、最初は慶子と結婚して合法的に会社を引き継ぐ予定だったが、薔薇十字団からの勧誘を断った事と、社長が親心のつもりで近辺調査をしてバレようとしたため、強硬手段として犯行に及んだ。後に三代目・冥神社長に収まる。慶子の復讐によって骨を残して溶かされてしまった。慶子は自身を焼いた張本人にも関わらず、僅かながらの情があったのか、再会時に婚約指輪を嵌めていたが、死ぬ直前まで思い出す事は無かった。
阿摩鬼 勲
冥神工業のナンバー2。兵頭に比べると小心で冷酷に徹することができないため、常に後塵を拝していたが、その分彼よりも人間らしい心を持っており、慶子に対しては昔から本気で想いを寄せていた。兵頭の死後、四代目・冥神社長になるが、組織の人名リストを慶子達に奪われたことから責任をとらされ、30時間でミイラ化する象皮病の新型ウイルスを注入される。発病前に犯人を抹殺し、リストを取り返せば命は助かると神宮寺大佐から通告を受けるが慶子たちは見つからず、死への恐怖から正気を失いさまよい出たところで慶子に出会う。慶子は彼の想いを汲んでおり、また慶子が死んだ事に心から悔やんでいた上に勇に騙される形で「薔薇十字団」の傀儡になっていた事も看破していたので、復讐の標的にすることにはためらいがあり、せめて最後に想いに応えようとしたが、直前にウイルスの効果が現れ死亡する。
兎川
冥神薬品工場工場長。当時は製作部に所属していた。兵頭の息がかかっており、冥神一家の殺害にも関与していた。慶子の復讐の最初のターゲットとなり、チェーンソーで頭頂から両断されて殺された。

#### 人間兵器
劇中の吹き出しなどでは「ウエポノイド」とルビが振られている。組織が開発した遺伝子合成人間。人間とほかの生物の遺伝子細胞を組み合わせて作られ、その生物の能力を受け継いでいる。また、身体能力や生命力も常人を遥かに凌ぐ。
滑沢（ぬめさわ）
人とタコの遺伝子細胞を組み合わせた人間兵器。掌に吸盤があり、壁などに張り付いて移動できる。慶子に手榴弾を投げつけるが硫酸鞭で投げ返され、慶子のいるプールに落下し、そのまま慶子の体から溶け出た硫酸で溶かされ死亡する。
飛城（とびしろ）
人とムササビの遺伝子細胞を組み合わせた人間兵器。常人の数倍の速度で動き、皮膜を使って滑空することができる。鎧のように全身を覆うナイフが武器で、手に持って投げたり体から発射して攻撃する。宇田川優に致命傷を与え、続いて現れた慶子にも足の配線を断ち切って動きを封じるなど苦しめるが、ジェイソンの体に仕込まれた、刃を組み合わせて作った手裏剣に斬られて死亡する。
磯鬼（いそき）
人と河豚（ふぐ）の遺伝子細胞を組み合わせた人間兵器で巨漢の男。ハリセンボンのように全身から鋭い棘を出して相手を串刺しにする。その棘には強力なフグの毒も含まれている。また、体内の鉄分を操作して棘を鋼鉄化することもできる。雷鳥とのコンビ攻撃で慶子達を苦しめるが、慶子の反撃によって頭部に致命傷を負い、同じく傷ついた雷鳥を助けるために自ら首を落とし彼と融合する。
雷鳥（らいちょう）
人と電気ウナギの遺伝子細胞を組み合わせた人間兵器で細身の長髪男。体から600万ボルトの電気を発して攻撃する。また、電磁石と化した腕で磯鬼を武器のように操る技も持つ。慶子達との戦いで右腕を失う重傷を負うが、磯鬼の首から下の体と融合しパワーアップする。しかしそのため遺伝子に負荷が生じていると見破った伊郷瑠の策により、優の体から採取した正常な細胞を脳に打ち込まれ、全身の細胞が激しい拒絶反応を起こして身体から噴き出し死亡した。
饕餮（とうてつ）
最終話で登場した組織の生物兵器で、様々な動物細胞を組み合わせて作り出した合成生物。普段は双頭の犬の姿だが、人間の血液を吸うと細胞が活性化し、悍ましい怪物の姿になる。生命力も高く、体を両断されても瞬時に再生して二対に分裂して襲いかかる。組織の幹部・上条の家に隠されており、復讐のために現れた慶子たちに対し、上条が自らの死と引き換えに開放した。優のパンチや慶子の硫酸による攻撃も効かず苦戦させるが、弱点は人間兵器と同様であり、救援に現れたジェイソンにより大脳皮質の細胞を体に打ち込まれて死亡した。

### その他
班猫 玲花
15年前は冥神工業の社長秘書だった女。兎川同様、冥神一家の殺害に加担したが、組織（ユニオン）の関係者ではない。現在は班猫シューティングクラブのオーナーを務めている。美人だが残忍な性格で、裏では人間に狐のマスクを被せて獲物として狩る「人間狩り」を楽しみ、多くの人間を殺害していた。シューティングクラブに来た慶子を狙って人間狩りの獲物としたが、慶子の顔面めがけて撃ったショットガンが跳弾し、銃弾を浴びて死亡する。兵頭の恋人であり、冥神一家の殺害時に、火だるまになりながらも兵頭の名を叫びながら追いかけてきた慶子に、邪魔だととどめの一発を撃ったが、本当は彼が自分を愛していないことにも薄々気付いていたので、お互い利用しあうだけの関係に徹していた。彼女の境遇に関しては慶子も哀れんだ。
宇田川 総吉
宇田川優の父。歌舞伎署の捜査一課課長であり、3年前に暴力団の抗争事件から右翼の大物・伊富信兵衛、そしてその背後にある組織の存在を察知する。抗争に勝利した山達組の事務所から組織の人名リストを入手する。しかし、その捜査に携わった人間は全て組織に抹殺され、総吉本人にも生命の危機がおよんだ。当時18歳の息子・優を連れて中近東に脱出を試みるが、梅本の命令を受けた影沼が仕掛けた時限爆弾により、飛行機がエジプト上空で爆発墜落して死亡する。

## 単行本
- ジャンプ・コミックス 1987年5月発売 ISBN 978-4-08-851657-8
- ジャンプ・コミックス・セレクション（ホーム社発行） 1998年9月発売 ISBN 978-4-8342-1661-5
  - 読み切り「片隅の人」収録